# Гельпе
Гельпе (нем. Gelpe) — река в Германии, протекает по земле Северный Рейн — Вестфалия. Правый приток Морсбаха.
Гельпе (или Гельпебах) образуется слиянием ручьёв Дорнбах и Хукенбах. Течёт по долине Гельпеталь и впадает в Морсбах у северной границы города Ремшайд. Долина реки является особо охраняемой природной территорией.
Длина реки составляет 5,508 км, площадь водосборного бассейна — 10,149 км². Высота истока составляет 302 м, высота устья — 160 м.